# Dziadek Mróz i lato
Dziadek Mróz i lato (ros. Дед Мороз и лето, Died Moroz i leto) – radziecki krótkometrażowy film animowany z 1969 roku w reżyserii Walentina Karawajewa. 

## Fabuła
Bajka o perypetiach Dziadka Mroza, który zapragnął poznać lato. Przygoda zakończyłaby się tragicznie, gdyby nie sprezentowane mu przez dzieci lody.

## Obsada (głosy)
- Jewgienij Wiesnik jako Dziadek Mróz
- Zinaida Naryszkin jako Wrona
- Kłara Rumianowa
- Jewgienij Szutow

## Animatorzy
Nikołaj Fiodorow, Elwira Masłowa, Giennadij Sokolski